# Latindia inca
Latindia inca är en kackerlacksart som beskrevs av Henri Saussure och Leo Zehntner 1894. Latindia inca ingår i släktet Latindia och familjen Polyphagidae.
Artens utbredningsområde är Peru. Inga underarter finns listade i Catalogue of Life.